# Hegyköz (település)
Hegyköz település Romániában, Szilágy megyében.

## Fekvése
Csákigorbótól északra, Kiskeresztes déli szomszédjában fekvő település.

## Története
Hegyköz nevét 1557-ben említették először az oklevelek Mwnczal írásmóddal. 1560-ban Mancsul, 1561-ben Munyal, 1618-ban Muncsal (Gorbó), 1890-ben Hegyköz névalakban fordult elő.
A település feltehetően 1554-1557 között keletkezhetett. Kezdetektől a Kolozs megyei Almásvárához tartozott. 1557-ben Pelsőczi Bebek Ferenc birtoka volt, aki itteni részét nejének, Somi Ilonának adományozta. 1560-ban II. János király a birtok felét Bebek Ferenctől elkobozta, és Báthory Kristófnak és nejének, Domiska Katának adományozta. A másik fele Balassa Zsófiáé lett. 1577-ben egy része a fejedelemre szállt, a másik része pedig Csáky Lászlóé, Balassa Zsófia második férjéé lett. 1592-ben Báthory Zsigmondé lett, akire Csáky Dénes fia Mihály utód nélküli halála miatt szállt, de azt Csáky Istvának adományozta. 1592-ben Báthory Zsigmond a hűtlenségbe esett Kendy Gábor itteni részét Bocskai Istvánnak adta. 1619-ben Haller Zsigmond és neje, Kendy Krisztina kapták zálogba. 1644-ben Csáky István és László volt birtokosa. A Csáki családé és leszármazottaié volt még 1743-ban is. 1810-ben Cserey Miklós, Henter Ferenc és Kozma Imre birtoka volt.
1886-ban 349 lakosa volt, ebből 344 görögkatolikus és 5 zsidó volt.
A 20. század elején Szolnok-Doboka vármegye Csákigorbói járásához tartozott.
1910-ben 335 lakosa volt, ebből 5 német, 330 román, melyből 329 görögkatolikus, 5 izraelita volt.

## Nevezetességek
- Görögkatolikus temploma – 1897-ben építették, Mihály és Gábor őrangyalok tiszteletére. Anyakönyvet 1824-től vezetnek.